# 리미츠 오브 컨트롤
《리미츠 오브 컨트롤》(영어: The Limits of Control)은 미국과 일본에서 제작된 짐 자머시 감독의 2009년 범죄 드라마 영화이다. 이자크 드방콜레 등이 출연하였고, 스테이시 스미스 등이 제작에 참여하였다.

## 출연진
- 이자크 드방콜레
- 빌 머리
- 틸다 스윈턴
- 가엘 가르시아 베르날
- 히암 아바스
- 파스 데라우에르타
- 알렉스 데스카스
- 존 허트
- 구도 유키
- 장프랑수아 스테브냉
- 오스카르 하에나다
- 루이스 토사르
- 마리아 이사시

## 기타 제작진
- 협력 제작: 카터 로건
- 미술: 에우헤니오 카바예로
- 의상: 비나 다이겔러